# 让德勒维尔
让德勒维尔（法語：Gendreville，法語發音：[ʒɑ̃dʁəvil] ⓘ）是法国大東部大區孚日省的一个市镇，属于讷沙托区。

## 地理
让德勒维尔（48°14'5"N, 5°43'1"E）面积8.08 平方千米，位于法国大東部大區孚日省，该省份为法国东北部内陆省份，北起默兹省和默尔特-摩泽尔省，西接上马恩省，南至上索恩省和贝尔福地区省，东临上莱茵省和下莱茵省。
与让德勒维尔接壤的市镇（或旧市镇、城区）包括：然维洛特、马兰库尔、梅东维尔、萨尔特、乌特勒梅库尔、博夫勒蒙。

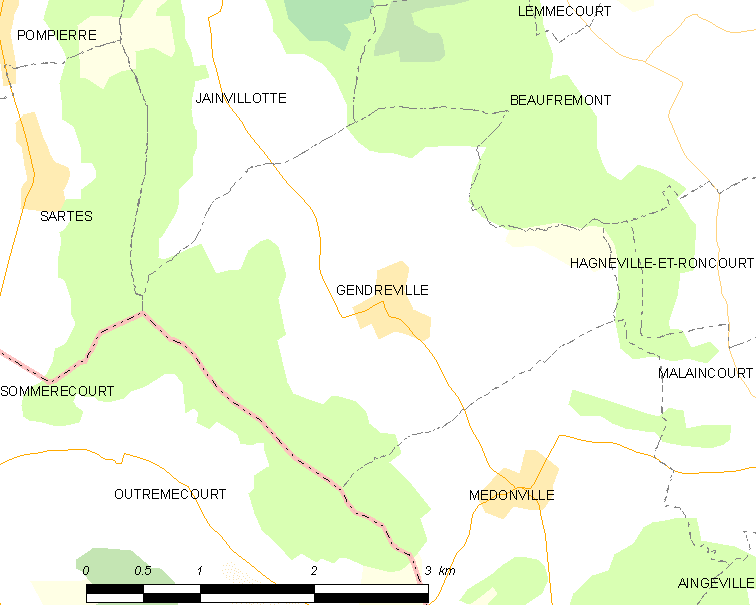
让德勒维尔的OSM定位图

让德勒维尔的时区为UTC+01:00、UTC+02:00（夏令时）。

## 行政
让德勒维尔的邮政编码为88140，INSEE市镇编码为88195。

## 政治
让德勒维尔所属的省级选区为维泰勒县。

## 人口

1962-2008年间让德勒维尔人口变化图示

让德勒维尔于2022年1月1日时的人口数量为104人。